# Рибоза
Рибоза је моносахарид (прост угљени хидрат) са пет угљеникових атома.
Ова пентоза улази у састав нуклеотида:
- све три врсте РНК;
- аденозин трифосфата (АТП-а).